# Podosilis similis
Podosilis similis es una especie de coleóptero de la familia Cantharidae.

## Distribución geográfica
Habita en la India.